# Michel Faber
Michel Faber (* 13. dubna 1960 Haag) je spisovatel, který se narodil v Nizozemsku, poté žil a pracoval v Austrálii a poté se přestěhoval do Skotska.

## Život
Narodil se v Haagu, v roce 1967 spolu s rodiči emigroval do Austrálie. Základní a střední školu navštěvoval na melbournských předměstích Boronia a Bayswater. V roce 1980 absolvoval University of Melbourne, kde studoval nizozemštinu, filozofii, rétoriku, anglický jazyk a literaturu. Poté pracoval jako uklízeč a v podobných profesích. Poté získal kvalifikaci zdravotní sestry a pracoval tak v nemocnici v Sydney až do poloviny 90. let 20. století. V roce 1993 se svou druhou ženou a rodinou emigroval do Skotska. V červenci 2014 jeho druhá žena zemřela na rakovinu.

## Národnost
Ve Skotsku je považován za skotského autora. Většinu literárních cen (například The Neil Gunn Prize, The Macallan Prize a The Saltire First Book of the Year Award) získal ve Skotsku, žije ve Skotsku a jeho díla vydává skotský vydavatel. V Austrálii je považován na Australana, protože zde dlouho žil, absolvoval studia a některé kratší povídky jsou zasazené do Austrálie. V Nizozemsku je považován na Holanďana.
V roce 2001, kdy vyšla jeho kniha Kvítek karmínový a bílý, jej přesvědčoval jeho nakladatel Canongate Books, aby zažádal o britské občanství, aby mohl být nominován na Man Bookerovu cenu, která je udělována pouze držitelům pasu zemí Commonwealthu. Faber odmítl, neboť nesouhlasil se zapojením Británie do války v Afghánistánu a Iráku. Faber má stále nizozemské občanství. Sám sebe neoznačuje žádnou národností.

## Dílo

### Beletrie
Píše od 14 let. Od 90. let 20. století za podpory své druhé ženy Evy se účastnil a vítězil v literárních soutěžích krátkých povídek.
První jeho publikovanou knihou je Někdy prostě prší v roce 1998. Jde o sbírku povídek, která obsahuje tři díla, která byla oceněna. Titulní povídka vyhrála soutěž Iana St Jamese v roce 1996, povídka Ryby téhož roku získala Macallan Prize a o rok později s povídkou Půl milionu liber a zázrak vyhrál Neil Gunn Award. První román, Pod kůží, mu vyšel v roce 2000.

### Žurnalistika
V letech 2001–2004 recenzoval knihy pro Scotland on Sunday. Od roku 2003 píše pro The Guardian literární recenze především překladových knih, sbírek povídek a knih o hudbě.
V roce 2004 cestoval s organizací Lékaři bez hranic na Ukrajinu jako součást projektu „Writers on The Frontline“. Poté napsal článek o epidemii HIV/AIDS na Ukrajině, který vyšel v lednu 2005 v The Sunday Times.

### Adaptace
V roce 2011 měla premiéru čtyřdílná adaptace knihy Kvítek karmínový a bílý, kterou vytvořila BBC a hráli v ní Romola Garai, Chris O'Dowd, Richard E. Grant a Gillian Andersonová.
Podle románu Pod kůží natočil v roce 2013 stejnojmenný film Jonathan Glazer a hrála v něm Scarlett Johansson.